# Agharta: The Hollow Earth
Pour les articles homonymes, voir Agartha (homonymie).
Agharta: The Hollow Earth est un jeu vidéo développé par Aniware AB et édité par Egmont Interactive sorti en 2000.

## Développement
Une version bêta de la version allemande du jeu est sortie en avril 2001.

## Trame
Situé en 1926, le joueur incarne un pilote chargé de retrouver un célèbre scientifique disparu au Pôle Nord.

## Système de jeu
Le jeu suit les traditions de jeu d'aventure en point 'n' click. Le joueur doit explorer l'environnement pour obtenir des objets puis utiliser ces derniers pour résoudre des énigmes et faire avancer l'histoire.

## Accueil
Chris Kellner de Dtp entertainment, qui a géré la localisation allemande du jeu, a indiqué que le jeu s'était vendu entre 10 000 et 50 000 exemplaires dans son pays.
Le site russe Absolute Games décrit le jeu comme un classique qui devrait être un élément de base dans la collection d'un joueur. Michael Zacharzewski, du site polonais Gry, estime que le jeu à poser la Suède comme un pays important dans le domaine des jeux vidéo. Thorsten Wiesner, du site allemand Golem, pense que le jeu dispose d'une bonne histoire mais ne l'exploite pas à son plein potentiel. Game Guru loue le jeu pour son ambiance sonore et de sa musique. PC Player estime quant à lui que le jeu est sans imagination et que ses puzzles sont creux.